# Cobla Simfònica de Catalunya
La Cobla Simfònica de Catalunya va ser fundada a Barcelona el 25 de maig de 2002 inspirat pel mestre Antoni Ros-Marbà i dirigit pel mestre Joan Lluís Moraleda. Compta amb un ingent treball de composició de música lliure o simfònica de cobla, i també amb la direcció de cobles i orquestres simfòniques d'arreu.
La cobla es va especialitzar en concerts de música lliure o simfònica. Presenta obres d'autors clàssics i de nova producció que a voltes gaudeixen d'efímeres aparicions. La Cobla Simfònica de Catalunya, amb una plantilla de més de 30 músics, pot executar obres de format molt més ampli del que és habitual en una cobla d'onze músics.
Cada any entrega el Premi Nacional Agustí Borgonyó a un gran mestre de la música de cobla del país.
La cobla està integrada:
- Direcció: Joan Lluís Moraleda i Perxacs[8]
- Flabiol: Bernat Castillejo
- Tibles: Salvador Parés, Francesc Benítez
- Tenores: Jordi Molina i Membrives,[9] Jaume Vilà, Jordi Figaró
- Trompetes: Ángel Vidal, Santiago Gozálbez, Josep Lluís López,
- Trombons: David Morales, Eduard Font
- Fiscorns: Rubén Zuriaga, Joan Pérez
- Contrabaix: Albert Moraleda
- Percussió:  Ferran Armengol, Robert Armengol